# 고물 카테나

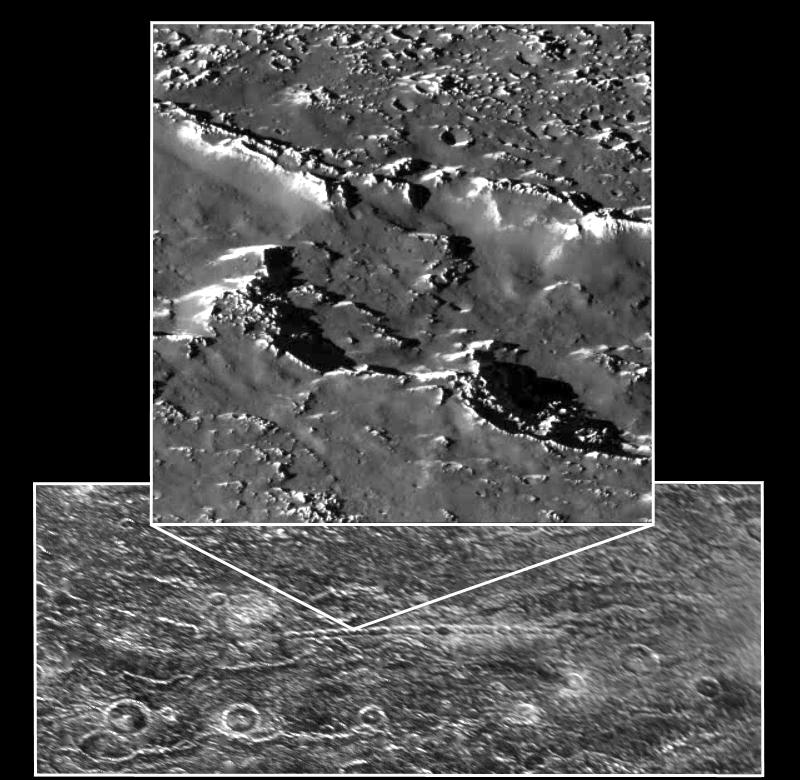
고물 카테나의 모습.

고물 카테나(영어: Gomul Catena)는 목성의 위성인 칼리스토에 있는 사슬형 충돌구이며, 발할라 다환 충돌구의 북쪽에 위치한다. 카테나의 충돌구들은 동쪽에서 서쪽으로 형성된 것으로 보인다. 이와 같은 특징들은 충돌 후 튀어나온 파편에 의해 형성된 2차 충돌구라고 여겨진다.
고물 카테나는 노르웨이의 강인 고물에서 이름이 붙여졌다.